# Port lotniczy Lábrea
Port lotniczy Lábrea (IATA: LBR, ICAO: SWLB) – port lotniczy położony w Lábrea, w stanie Amazonas, w Brazylii.